# Bernd Warkus
Bernd Warkus (* 17. Juli 1951 in Staßfurt; † 23. Juli 2020 in Meißen) war ein deutscher Xylophonvirtuose und Entertainer.

## Wirken
Warkus stammte aus einer Musikerfamilie; der Sohn von Marga Warkus spielte in dritter Generation auf dem Vier-Reiher-Varietéxylophon. Seinen ersten Auftritt hatte er 1961 im Theater Staßfurt. 1964 wurde er Sieger bei der Talente-Show Herzklopfen kostenlos. In hohem Tempo spielte Warkus, der auch der Hexenmeister auf dem Xylophon genannt wurde, mit seinen Löffelschlegeln auf dem Xylophon sowie auf den an Zahnräder erinnernden Klingenden Scheiben bekannte Melodien aus Oper, Operette und Musicals. Bernd Warkus trat im DDR-Fernsehen u. a. in der Show Ein Kessel Buntes auf. Insgesamt hatte er im Laufe seiner Karriere fast 2000 Auftritte auf vier Kontinenten.
Sein erstehelicher Sohn René Bernd Warkus setzt die Familientradition als Virtuose auf dem Varietéxylophon fort, 30 Jahre nach seinem Vater war er 1994 ebenfalls Gewinner bei Herzklopfen kostenlos.

## Persönliches
Bernd Warkus lebte in Meißen und war seit den 1980er Jahren mit seinem Künstlermanager Ullrich Baudis liiert.
Seit 1996 betrieb Warkus zusammen mit Baudis verschiedene gastronomische Einrichtungen in Meißen und Krögis. Am 20. Juni 2012 heiratete Warkus in zweiter Ehe seinen Lebensgefährten; Trauzeugen waren sein Sohn und Dagmar Frederic.
Warkus verstarb kurz nach seiner Entlassung aus dem Krankenhaus an einer Krebserkrankung.